# Tropidion flavipes
Tropidion flavipes là một loài bọ cánh cứng trong họ Cerambycidae.